# Ñandutí

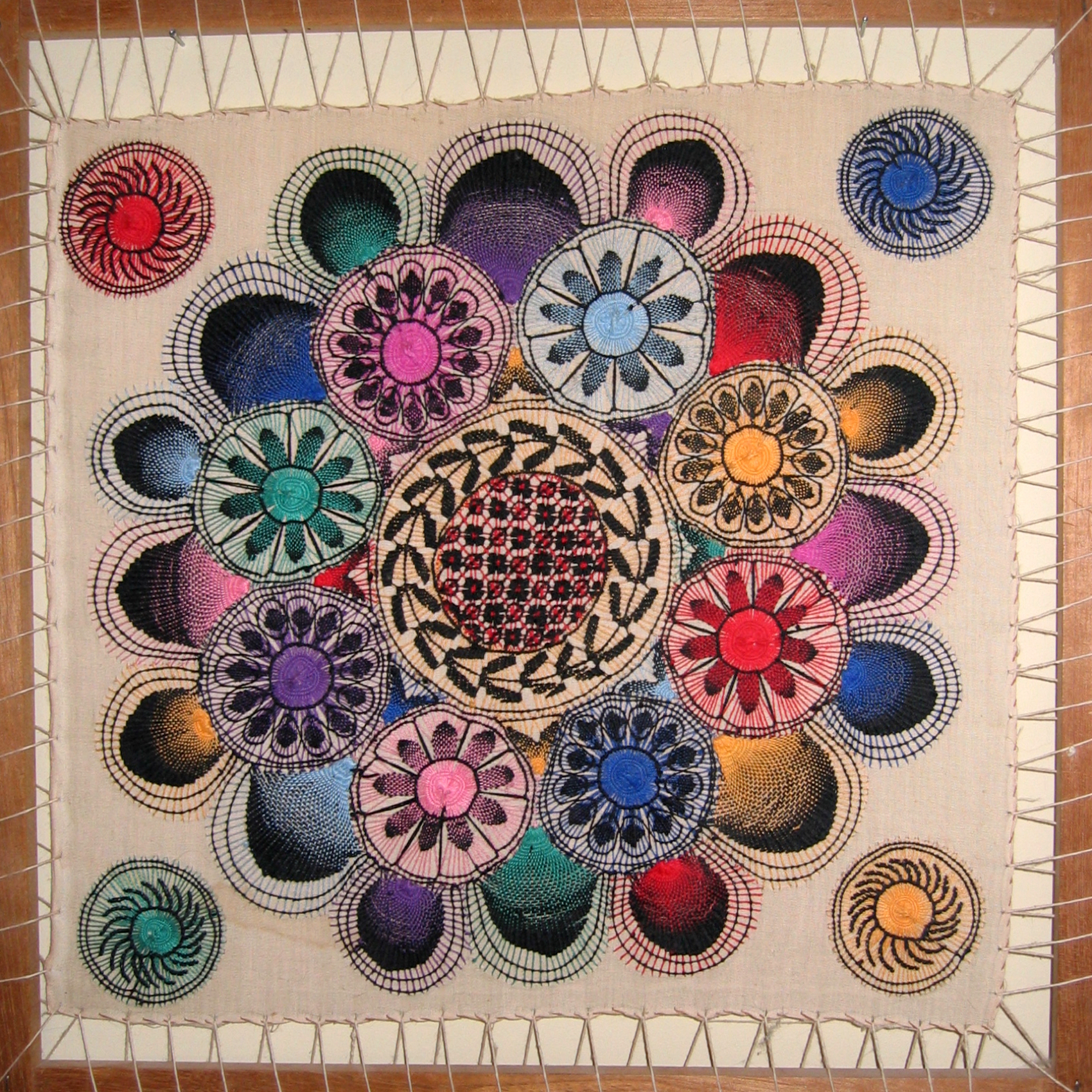
El ñandutí.

El ñandutí (en guaraní, tela de araña) es un encaje de agujas que se teje sobre bastidores en círculos radiales, bordando motivos geométricos o zoomorfos, en hilo blanco o en vivos colores, que imita el diseño de la telaraña. Preferentemente se realizan detalles para vestimentas, ornamentos religiosos, sombreros, abanicos, todo tipo de artículos ornamentales. Es el símbolo de la ciudad de Itauguá, y es considerada como la reina de toda la artesanía del Paraguay.

## Etimología
Aún no se ha llegado a un consenso respecto al significado de la palabra ñandutí. En su Enciclopedia Paraguaya, el historiador Luis Verón menciona tres propuestas:
- Algunos investigadores lo definen como "tejido blanco de araña", por el color de las fibras producidas por estos arácnidos.
- Otros, entre ellos Josefina Plá,  afirman que el nombre antiguo era ñandu tini, que significa "aureola de araña", por su urdimbre de rayos concéntricos.
- Hay quien lo define como ñandu ty "lugar donde hay montón de arañas".

Según la RAE, la palabra proviene del guaraní "ñandutĩ" (tela de araña).

## Origen

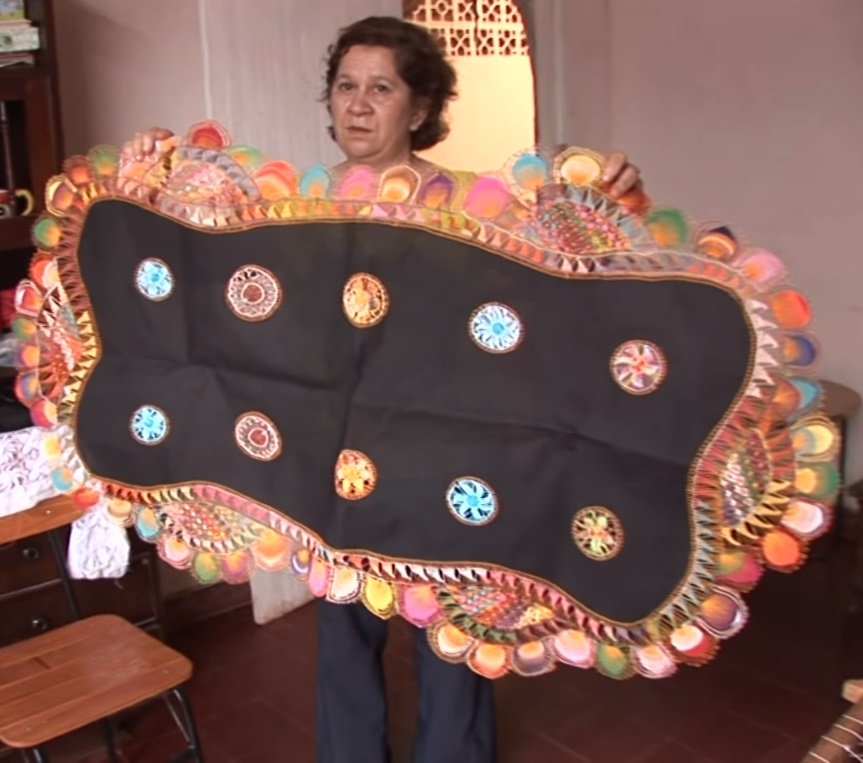
Paraguaya tejedora de ñandutí.

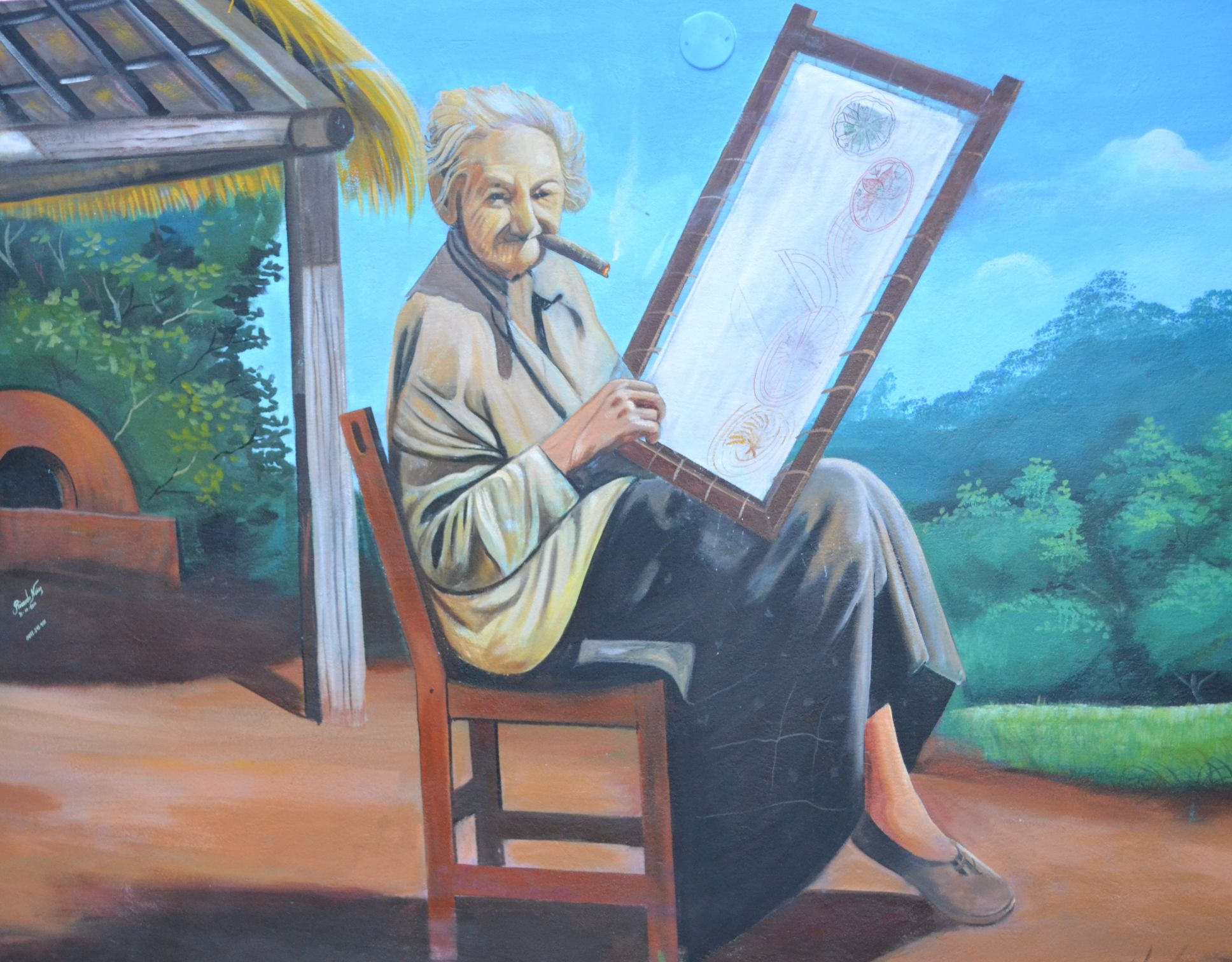
Mural que representa a la mujer itaugueña durante la creación del ñandutí.

La historia del ñandutí es la historia de una aculturación, entre las técnicas artesanales de aguja e hilo provenientes de Europa y la imaginativa destreza de las mujeres mestizas; pues contrariamente a las bellas leyendas que han tejido en torno a este encaje, es de rigor sostener que el mismo no tiene un origen indígena.
Cada una de las parcialidades que habitaban el actual territorio paraguayo poseía sus particulares técnicas en el arte plumario, cestería, alfarería y tejidos. En el caso de los guaraníes, quienes constituyeron la base del proceso de mestizaje, estos producían artesanías vinculadas a funciones rituales y utilitarias. Las primeras (las pinturas corporales, el arte plumario y las ligadas a significados mágico-religiosos) fueron erradicadas por el proyecto colonizador por ser consideradas como incompatibles con el mismo; mientras que las segundas (la cerámica y los tejidos), reformuladas, fueron aprovechadas para las nuevas funciones coloniales.
Una vez consumada la aculturación colonial de los guaraníes, ya fuera en los "tava" (pueblos) o en las Reducciones Jesuíticas, empezó a estructurarse un nuevo modelo socioeconómico, el cual devino en la generación de diversos tipos de manufacturas y oficios que dinamizaron la economía de la provincia. Asimismo surgió una orientación netamente "cristiana y popular", que influiría a posteriori en las expresiones tanto estéticas como artesanales. De esta manera, los guaraníes tenían la libertad de seguir con su manufactura tradicional para el uso doméstico; empero, a decir del Dr. Mariano Celso Pedrozo: “mal podría pensarse entonces que este encaje naciera por entonces, en las manos serviles de "ayaconas” (sic) para el uso en los templos y las señoras de élite".
En efecto, ninguno de los cronistas de los primeros siglos de la historia colonial menciona para nada el origen o desarrollo de esta artesanía en el Paraguay. Esta ausencia de documentos queda plasmada en los inventarios de las sucesiones en los siglos XVI y XVII nada nos dicen del ñandutí; aunque sí dan patético testimonio de la lastimosa pobreza en que vivían los conquistadores, y que de por sí descarta la posibilidad de delicadezas y filigranas encajeras.
Ya fines del siglo XVI, el conquistador y cronista Ruy Díaz de Guzmán hablaba de la destreza de las mujeres paraguayas (tanto mestizas como indígenas) en labores de aguja, no menciona cuáles fuesen estas. Algunos años después, las Anuas Jesuíticas primeras (1610) informaban que se trataba de "paños de manos"; unas toallas de hechura doméstica que se hicieron populares con el tiempo. Esto demuestra que, aun en medio de las penurias, los conquistadores no renunciaron al servicio de "aguamanos" aunque fuese en rústicos utensilios de mano indígena.
Por su parte, Josefina Plá sostiene que el ñandutí proviene de un encaje originario de las islas Canarias (los soles de Tenerife), que habría llegado a la región con la expedición pobladora de doña Mencía Calderón de Sanabria. Según dice, su aclimatación y difusión fue posible gracias a los talleres de las Reducciones Jesuíticas, en donde se confeccionaban los encajes para manteles de los altares. Ahora bien, todavía resulta enigmático el trayecto que recorrió este encaje español desde las reducciones hasta el lugar que sería su meca: el pueblo de Itauguá.
Las primeras décadas libertarias del siglo XIX alentaron el apogeo de las actividades artesanales y el afán del pueblo hacia su autoabastecimiento. Por demás, las respuestas populares al régimen de austeridad del Dr. Francia, fueron dadas con la movilización de los artesanos, en su iniciativa e ingenio; para la producción de bienes útiles y necesarios, dando lugar al nacimiento y promoción de muchas manualidades.
El enclaustramiento que vivió el Paraguay durante el régimen francista hizo que las mujeres mestizas, al privarse durante largo tiempo de los bordados y encajes importados, produjeran para el aliño a la usanza de sus vestidos de tenida, entre otros, el ao po'i, el encajeyú y el ñandutí. Estas hermanas "trillizas" de la artesanía nacional, nacieron en la misma época, pero en distintos lugares:
- El ao po'í, prenda originaria de Yataity, es un bordado sobre tela nativa, como panal de abejas.
- El encajeyú es de factura humilde y origen cordillerano según la tradición. Está hecho con el auxilio de una varillita guía.
- El ñandutí es ideado y ejecutado, como tela de araña, en Itauguá y otras localidades.

En su libro Letters from Paraguay los hermanos John y William Robertson hacen por primera vez mención del encaje, cuando en Tapua'mí (hoy Mariano Roque Alonso) recibieron el obsequio de una valiosa pieza de ñandutí, por parte de la Sra. Juana de Esquivel. Corría el año 1839, ya en el ocaso el Dictador Perpetuo, tiempo en cual se puede afirmar ya estaba consumada la aculturación de los soles de Tenerife hacia una artesanía de contenido netamente criollo. A continuación, Robertson señala que es "tejido por las mujeres del pueblo y es famoso por su belleza y alto precio".

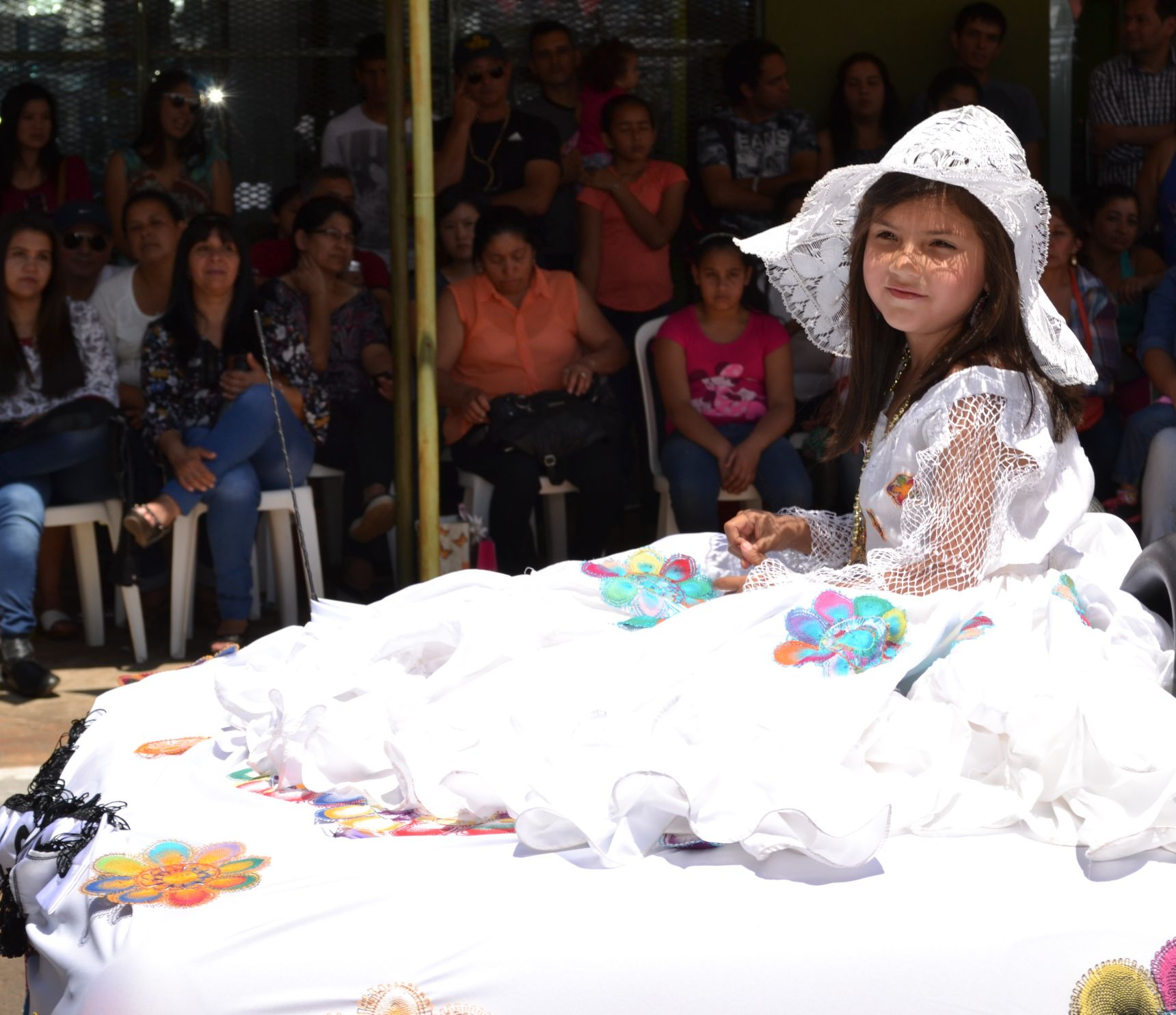
Una niña luce atuendos elaborados con encaje ñandutí.

Se ignora si la Sra. de Esquivel era oriunda de Itauguá, pero probablemente por aquella época la práctica del ñandutí estaba arraigada en los hogares. El pueblo parece haber sido (no se han hecho investigaciones específicas al respecto) uno de los lugares del interior del país en donde se concentró cierto número de familias patricias dueñas de estancias o comercios. Hay escritores afirman que aún actualmente, tras los azares de la devastadora guerra de 1864-1870, las mujeres de Itauguá conservan en su tipo rasgos que las caracterizan como de dominante ascendencia hispánica.
Exactamente treinta años después de ocurrido este suceso anecdótico, en 1869, la población itaugueña se vio obligada a abandonar sus hogares ante el avance de los invasores aliados, principalmente brasileños. La estrategia de "tierra arrasada" del mariscal López dio lugar a las llamadas Residentas, que acompañaban a los restos del ejército paraguayo en su retirada hacia el interior del país. La artesanía se desintegró, ya que la mayor parte de las artesanas sucumbieron a las penurias y fatigas de esta marcha.
Las tradiciones orales afirman que tan solo una de todas las tejedoras de ñandutí logró regresar a su pueblo; pero la dedicación y entusiasmo puestos en el trabajo de esta única encajera bastaron para encender en trono suyo el interés y el fervor.
Ahora bien, fue la extraordinaria vitalidad de esta artesanía lo que permitió que atravesara casi intacta, la Guerra Grande: ese incendio que consumió tantos otros rastros del pasado hispano-guaraní. La difusión, prestigio y amplio cultivo del ñandutí a partir de la guerra del 70 y sobre todo de 1950 hasta la actualidad, es una prueba fehaciente de un arraigo notable.

## Características

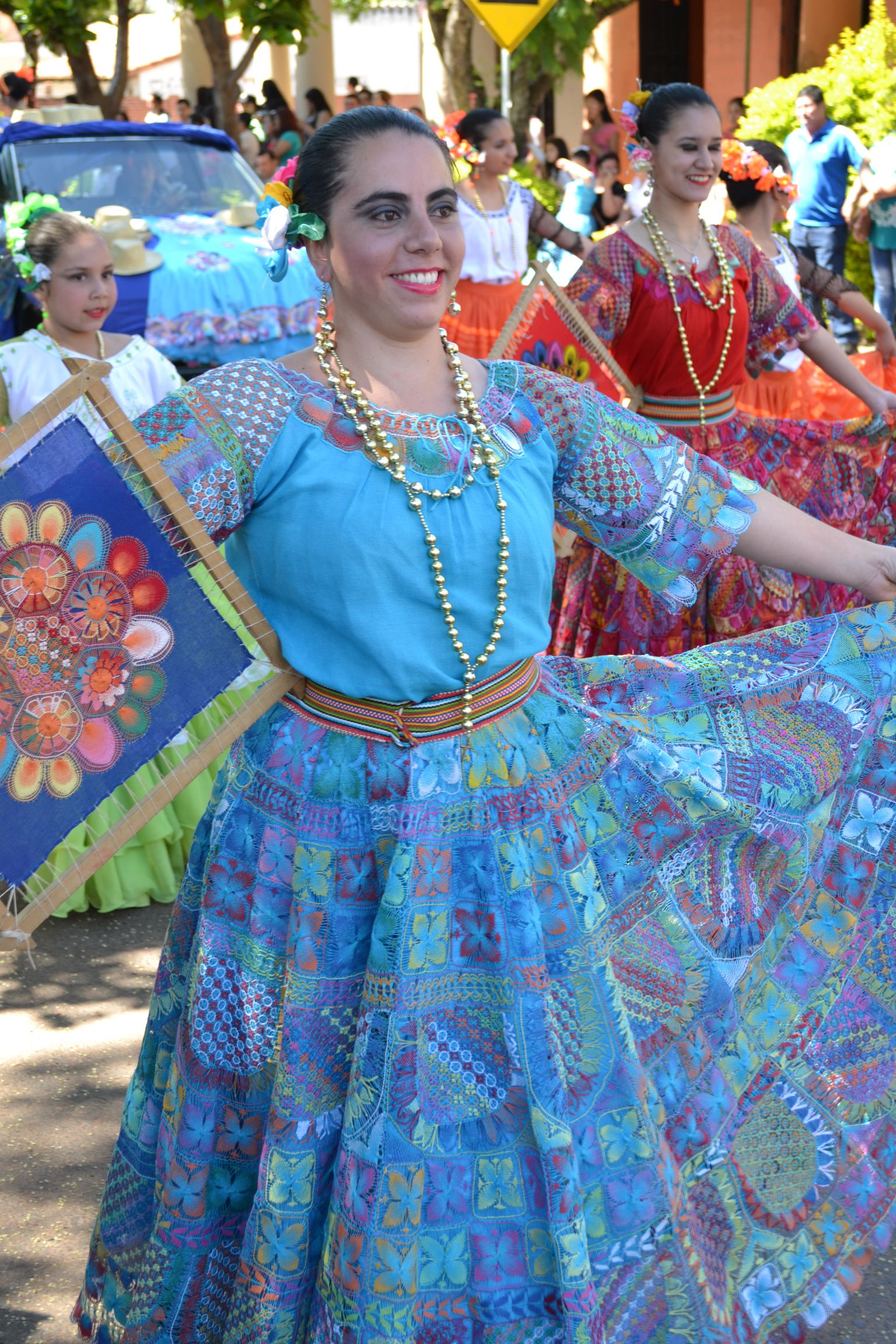
Joven mujer ataviada con un vestido tradicional paraguayo (typói).

Si bien el ñandutí fue importado de ultramar, las artesanas locales lo enriquecieron con nuevas variantes e hicieron de él un elemento representativo y entrañable.
Se trata de un encaje de agujas, que se teje en bastidores en círculos radiales perfectos. Su trama es abierta, cuya base la forman las características ruedas tenerifeñas, de entretejidos radios (soles) que figuran también en encajes típicos de otras regiones sudamericanas. Estas ruedas de son muy parecidas en su forma y proceso elemental a las que teje la araña Nephila clavipes fasciculata, que habita en los bosques y jardines de cuatro continentes. Precisamente eso dio origen al nombre guaraní del encaje: ñandutí o "tejido de araña".
Esta trama se asemeja a la red de una araña, se estructura sobre la base de pequeños módulos circulares, cuadrados o rectangulares que se unen entre sí. En el centro se incluye un diseño muy esquemático de flores propias de la vegetación local. Entre las más conocidas se encuentran la flor del guayabo y la flor del mburukuja (pasionaria).
Por lo general, se bordan motivos geométricos o zoomorfos, en hilo blanco o en vivos colores. Preferentemente se realizan detalles para vestimentas, ornamentos religiosos, sombreros, abanicos y todo tipo de artículos ornamentales.

## Leyenda
Cuenta la leyenda que existía una mujer morena, muy bella y amable llamada Samimbi. Dos hombres, bravos guerreros guaraníes, luchaban por su amor. Uno de los jóvenes se llamaba Jasyñemoñare (hijo de la Luna) y el otro Ñanduguasu (araña grande).
Una noche en que Jasyñemoñare suplicaba a Tupã (Dios) que lo ayude a conquistar el amor de Samimbi, vio en lo alto de un enorme árbol una especie de encaje de color plateado; era perfecto y la luz de la Luna lo hacía aún más bello. Esto deslumbró a Jasyñemoñare y entonces trepó al árbol para bajarlo y regalárselo a su amada.
En ese momento también pasó por allí Ñanduguasu que, al ver aquel tejido tan hermoso, se puso furioso por los celos al saber que su enemigo lo conseguiría antes que él. Sin pensarlo dos veces, le disparó una flecha. Jasyñemoñare cayó y murió en el acto. Entonces, rápidamente Ñanduguasu trepó al árbol, pero cuando quiso tomarlo, solo quedó en sus dedos el tejido que se desgarró al instante, comprobando que se trataba de una tela de araña.
El remordimiento persiguió por varios meses a Ñanduguasu hasta que, un día, su madre logró sacarle el terrible secreto. La mujer pidió entonces a su hijo que la llevase hasta aquel árbol. Así lo hizo Ñanduguasu y, cuando ambos llegaron hasta el lugar, vieron con sorpresa que en ese mismo sitio se encontraba un tejido idéntico al anterior.
La mujer, queriendo consolar a su hijo, que desde la muerte de Jasyñemoñare vagaba sin rumbo por la selva, decidió regalarle un tejido igual al de aquel árbol. Para esto, la anciana se puso a estudiar con mucha atención la ida y venida de las arañas mientras hilaban con tal perfección hasta lograr aquel encaje. Entonces tomó sus agujas de tejer y empezó a copiar los círculos y rectas que las arañas dibujaban, y utilizando como hilo las hebras blancas de sus cabellos, logró reproducir aquel singular tejido.

## Fuente
- Ñandutí:  la flor en el tejido de arañas. Annick Sanjurjo. Eds. Organización de Estados Americanos. 1 de enero de 1978. ASIN: B00072UZOC.
- Verón, L., (2007). Enciclopedia Paraguaya. Asunción: Editorial Mercurio.
- Susnik, B., (1982). Los aborígenes del Paraguay. Cultura material.. T. IV. Asunción.
- González, G., (1967). Ñandutí. Colección Biblioteca de Estudios Antropológicos del Ateneo Paraguayo. Madrid